# Pro loco
Pro loco (du latin : « en faveur d'un lieu ») est le nom d'un réseau d'associations de bénévoles qui œuvre pour la  promotion du tourisme local en Italie.

## Histoire
L'origine des associations pro loco remonte aux dernières décennies du XIXe siècle. Jusqu'alors, elles sont appelées indifféremment comitati di cura, società per il concorso dei forestieri, società di abbellimento, ou tout simplement pro. Au fil du temps, l'appellation pro loco a été étendue à toutes les associations touristiques locales.
En 1962 est fondée l'UNPLI (Unione Nazionale delle Pro Loco d'Italia) qui rassemble, actuellement, 6 100 inscriptions.

## Mission
En étroite collaboration avec l'administration locale, elles ont pour objectif l'élaboration  et l'organisation d'événements culturels au niveau local afin de promouvoir et de valoriser le patrimoine culturel de la région.